# Cochrane (organizacja)
Cochrane Collaboration (obecnie Cochrane) – niezależna międzynarodowa organizacja typu non-profit, której celem jest ułatwianie podejmowania świadomych i trafnych decyzji dotyczących postępowania medycznego poprzez opracowywanie dowodów w oparciu o zasady medycyny opartej na faktach (ang. Evidence-based medicine, EBM). Organizacja działa pod hasłem: Trusted evidence – Informed decisions – Better health (Wiarygodne dowody naukowe – Świadome decyzje – Lepsze zdrowie).
Z udziałem globalnej społeczności (11 tys. członków, ponad 68 tys. współpracowników z ponad 130 krajów) gromadzi w bazach Biblioteki Cochrane (Cochrane Library) opisy randomizowanych i kontrolowanych badań klinicznych (źródła pierwotne), wyniki przeglądów systematycznych (źródła wtórne) i inne materiały, ułatwiające stosowanie zasad EBM. 

## Elementy historiiCochrane Collaboration

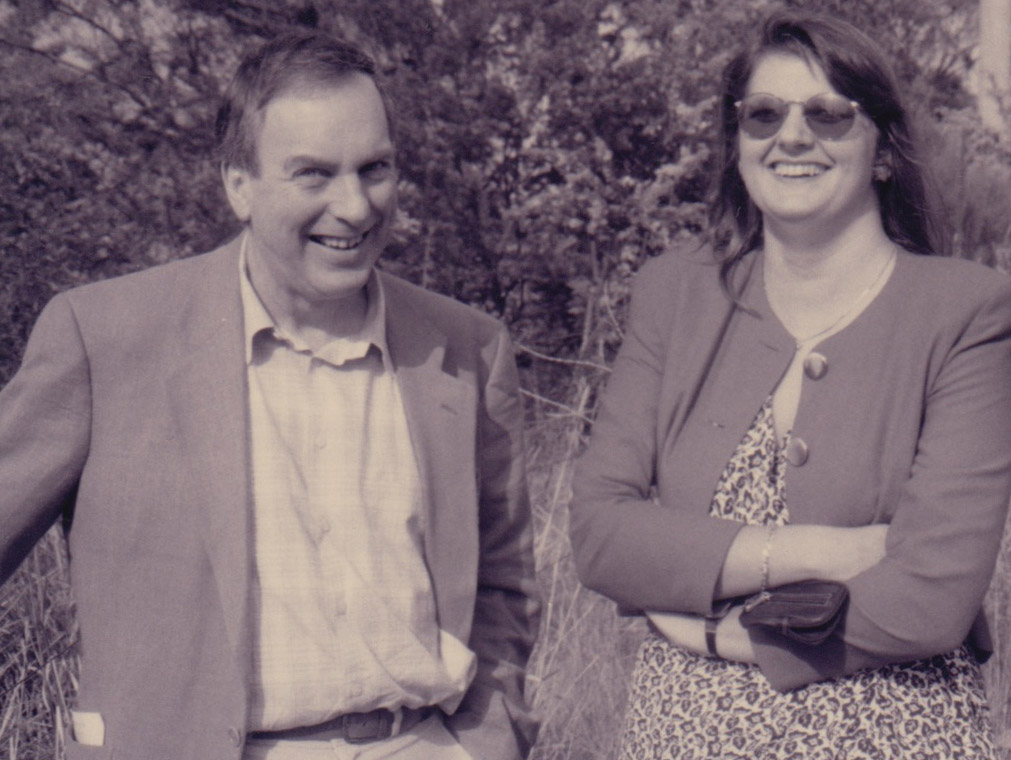
Iain Chalmers i Hilda Bastian na spotkaniu z okazji utworzenia Australasian Cochrane Centre (Canberra, 1994)

Szkocki epidemiolog Archie Cochrane swoją opinię nt. konieczności i drogi poszukiwań najbardziej skutecznych metod diagnoz i terapii wyraził na początku lat 70. XX wieku, m.in. w książce pt. Effectiveness & Efficiency: Random Reflections on Health Services. 
Jeden ze współpracowników i autor biografii Cochrane'a, Iain Chalmers, wspominał m.in. jego opublikowaną w 1979 roku wypowiedź:

Jest to z pewnością wielka krytyka naszego zawodu, że nie zorganizowaliśmy krytycznego podsumowania, według specjalności lub podspecjalności, dostosowanego okresowo, wszystkich istotnych randomizowanych badań kontrolowanych.

Postępując zgodnie z tą myślą powołano w 1993 roku międzynarodową organizację Cochrane Collaboration (założyciele: Iain Chalmers – przewodniczący, Peter C. Gøtzsche i inni). Za jej cel uznano poszerzenie możliwości weryfikacji szybko rosnącej liczby stosowanych procedur medycznych przez systematyczne gromadzenie i opracowywanie tysięcy ukazujących się publikacji nt. wykonanych RCT (ok 100 tys. rocznie), licznych przeglądów systematycznych, metaanaliz i innych opracowań.

## Cochrane Library
Członkowie organizacji Cochrane utworzyli Bibliotekę Cochrane, która ułatwia racjonalne wykorzystanie zgromadzonych danych w czasie podejmowania różnorodnych decyzji, niezbędnych np. przy łóżku chorego (wybór sposobu leczenia) lub w innych jednostkach systemów opieki zdrowotnej (np. planowanie dalszych badań naukowych, inwestycji w dziedzinie produkcji leków i in.). 
Biblioteka Cochrane zawiera bazy:
- The Cochrane Database of Systematic Reviews – zawierająca stale rosnącą liczbę protokołów i przeglądów systematycznych oceniających skuteczność różnorodnych interwencji zdrowotnych
- The Database of Abstracts of Reviews of Effectiveness (Baza DARE) – zawierająca ustrukturyzowane abstrakty przeglądów systematycznych wzbogaconych o komentarze ekspertów
- The Cochrane Central Register of Controlled Trials (Rejestr Cochrane) – zawierający setki tysięcy danych, zawierających informacje o badaniach z grupą kontrolną (zob. RCT) wykonywanych na całym świecie[14]
- The Cochrane Database of Methodology Reviews – zawierająca protokoły i przeglądy systematyczne dotyczące metodologii badań
- The Cochrane Methodology Register – zawierająca artykuły na temat metod syntezy wyników badań
- NHS Economic Evaluation Database – zawierająca skróty analiz ekonomicznych, które zostały poddane krytycznej analizie[15]

Dane zawarte w Bibliotece są aktualizowane 4 razy w roku.
Dostęp do bazy danych Biblioteki Cochrane jest płatny, choć w niektórych krajach władze państwowe zapewniają bezpłatny dostęp dla swoich obywateli (Wielka Brytania, Irlandia, kraje skandynawskie, Australia, Nowa Zelandia). Również obywatele polscy od 1 stycznia 2007 do 31 lipca 2009 mogli bezpłatnie korzystać z bazy danych za pośrednictwem Agencji Oceny Technologii Medycznych.
Cochrane Collaboration ogłosiła 12 lutego 2014 wspólny projekt z Wikimedia Foundation w ramach Wikiproject Medicine mający na celu zwiększenie rzetelności i dostępności informacji medycznej w internecie.